# Сан-Мамеди (Параиба)
Сан-Мамеди (порт. São Mamede) — муниципалитет в Бразилии, входит в штат Параиба. Составная часть мезорегиона Борборема. Входит в экономико-статистический микрорегион Серидо-Осидентал-Параибану. Население составляет 7646 человек на 2006 год. Занимает площадь 530,724 км². Плотность населения — 14,4 чел./км².

## Статистика
- Валовой внутренний продукт на 2003 год составляет 15 133 499,00 реалов (данные: Бразильский институт географии и статистики).
- Валовой внутренний продукт на душу населения на 2003 год составляет 1935,97 реалов (данные: Бразильский институт географии и статистики).
- Индекс развития человеческого потенциала на 2000 год составляет 0,646 (данные: Программа развития ООН).